# Salumá
Salumá (Charúma, Xáruma), pleme američkih Indijanaca s gornjeg toka rijeke Anamu, pritoci Trombetasa, na sjeverozaoadu brazilske države Pará, uz granicu sa Surinamom. Jezično su najsrodniji plemenu Chiquena (Sikiana) s kojima pripadaju skupini waiwai i karipskoj porodici. Populacija: 239 (2000 WCD). Ne smiju se brkati s plemenom sličnog imena, Salumã ili Enawené-Nawé.